# Estádio dos Barreiros

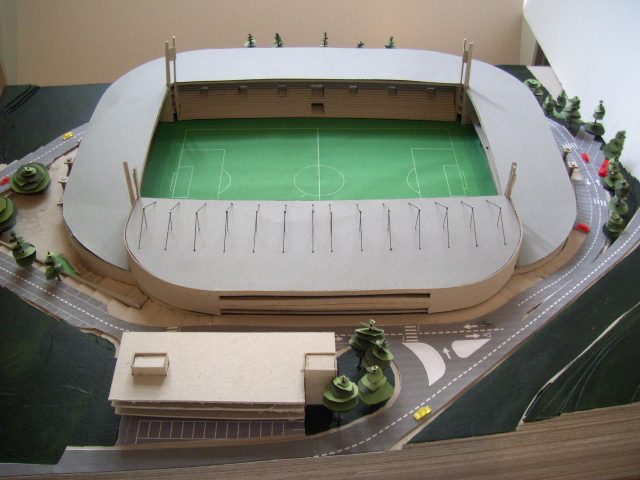
Maquette du Estádio dos Barreiros

Le Estádio dos Barreiros est un stade de Funchal sur l'île de Madère. Le stade a été inauguré en 1925. Il a une capacité de 10 600 places et a pour clubs résidents les clubs du C.S Marítimo et de l'União da Madeira.
Le 13 septembre 2007 le stade a été cédé au CS Maritimo qui, avec des prêts bancaires, a été reconstruit à 90 %.